# Peter Kušnirák
Peter Kušnirák (22 mei 1974) is een Slowaakse astronoom, ontdekker van kleine planeten en een productieve fotometrist van lichtkrommen bij het Ondřejov-observatorium in Tsjechië. Hij was getrouwd met de Slowaakse astronoom Ulrika Babiaková met wie hij 123647 Tomáško ontdekte, genoemd naar hun zoon Tomáško. 
Hij was de belangrijkste waarnemer die ontdekte dat de twee asteroïden van de hoofdgordel 3073 Kursk en 5481 Kiuchi in feite binaire asteroïden zijn. In 1999 ontdekte hij de Eunomische asteroïde hoofdgordel 24260 Kriváň, die hij vernoemde naar een van de Slowaakse nationale symbolen, evenals 21656 Knuth en 20256 Adolfneckař, beide gelegen in het sterrenbeeld Waterman op dat moment. Hij werkte in tal van observatoria in Tsjechië, waaronder het Ondřejov-observatorium, en werkt solo of met partners. 
De Flora- asteroïde 17260 Kušnirák, ontdekt door het LINEAR- project van het Lincoln Laboratory in 2000, is naar hem vernoemd (M.P.C. 10060).  